# El Che (película de 1997)
El Che es una película argentina filmada en colores dirigida por Aníbal Di Salvo sobre el guion de Agustín Pérez Pardella que se estrenó el 2 de mayo de 1997 y tuvo como actores principales a Miguel Ruiz Díaz, Emilia Mazer, Ulises Dumont y Hugo Arana.

## Producción
Fue filmada parcialmente en la provincia de Salta. Inicialmente se anunció que la dirigiría Fernando Siro y que contaría con la participación de Miguel Ángel Solá, Imanol Arias, Alfredo Alcón, Darío Grandinetti y Ángela Molina.

## Sinopsis
Sobre el tramo de la vida de Ernesto Guevara desde su salida de Cuba hasta su muerte en Bolivia.

## Reparto
Participaron del filme los siguientes intérpretes:
- Miguel Ruiz Díaz… El Che
- Emilia Mazer …Tania
- Ulises Dumont…Monje
- Hugo Arana … Presidente Barrientos
- Andrea Pietra… Loyola Guzmán
- Daniel Freire… Alejandro
- Emiliano Lozano… Benjamín
- Emilio Bardi… Cap. Prado
- Pino D'Angelo… Empleado de Aduana
- Alicia Bruzzo…Ninfa
- Héctor Bordoni…Inti Peredo
- Fernando Madanes… Marcos
- Jorge Abalo	...	Raptor
- Jesús Albornoz	...	Teniente coronel Terán
- Marcio Almeida	...	Raúl
- Alejandra Badaracco …	Empleada de Aduana
- Pablo Baki 	...	Willy
- Roberto Baldi 	...	Capitán
- Alberto Benegas	...	Zenteno Anaya
- Diego Bieler	...	Adolfo Mena
- Ernesto Bo	...	Rojas
- Nesto Bryan	...	Agente de la CIA
- Alberto Busaid  ... Argañaraz
- José Calcagno	...	Torturador
- Marcelo Callier	...	Raptor
- Celio Cangossu	...	Braulio
- Armando Capo...	Torturador
- Sergio Castellanos	...	Guía armado
- Luciano Cazaux	...	Tuma
- Martín Coria	...	Oficial Ranger
- Monica Damico	...	Periodista
- Pino Dangelo
- Reginaldo De Souza...	Pombo
- Horacio Del Rio...	Rolando
- Ruben Dellarrosa	...Arturo
- Daniel Di Biase	...	Oficial
- Alberto Drago	...	Joaquín (voz)
- Tomás Ferreiro		...	Oficial
- Alejo García Pintos		...	Pablito
- Manuel Gaspar	...	Capitán Vargas
- Luis Grassiano	...	Coco Peredo (voz)
- Roberto Greco	...	Coronel Selnich
- Hector Labiada		...	Sargento Terán
- Sergio Lerer		...	Oficial
- Adrian Marre		...	León
- Laura Matas	...	Elida
- Enrique Mazza		...	Contacto
- Victoria Merló		...	Agente de Inteligencia
- Javier Montu		...	Ricardo
- Oscar Monzo		...	Asesor del Gobierno
- Daniel Mosquera	...	Bolichero
- Leonardo Nápoli...	Médico
- Federico Olivera	...	Debray
- Mariano Riaboi … Ciro Bustos
- Diego Rigal 	...	Campesino
- Daniel Ripari 	...	Joaquín
- Marcelo Rodó 	...	Pachungo
- Silvina Sabaté	...Vieja
- Darwin Sánchez	...	Oficial
- Carla Santoni	...Empleada de aduana
- Fernando Senna	...	Camba
- Omar Tiberti	...	Coronel Ovando
- Darío Valenzuela	...	Miguel
- Álvarez Vázquez	...	Benigno
- Carlos Viano	...	Chapaco
- Carlos Vignola	..	Contacto de Mena
- Alberto Vázquez
- Marcos Woinsky	...	Asesor americano
- Oscar Zarco

## Comentarios
Gustavo J. Castagna en El Amante del Cine  escribió:

«…comparadas con este film El santo de la espada y Su mejor alumno parecerán dos películas rigurosas en sus pretensiones históricas y analíticas.»

Aníbal M. Vinelli en Clarín dijo:

«Nadie que filme así puede ser totalmente malo: les salió de esta manera porque no supieron hacerla mejor.»

Jorge Carnevale en Noticias dijo:

«Flaco favor le hace a la memoria de Ernesto Guevara este film de brocha gorda que intenta recorrer los últimos tramos de la peripecia del Che en Bolivia…La epopeya se convierte acá en una pálida historieta con balas de salva, militares encorsetados, guerrilleras rubias, frases para el bronce y un Che más apto para Titanes en el ring que para la toma del poder.»